# Nonogasta
Nonogasta – miasto w Argentynie, w prowincji La Rioja, w departamencie Chilecito.
Według danych szacunkowych na rok 2010 miejscowość liczyła 6937 mieszkańców.